# Paul Tsongas
Paul Efthemios Tsongas (ur. 14 lutego 1941, zm. 18 stycznia 1997) – amerykański polityk, senator ze stanu Massachusetts od 1979 do 1985, z Partii Demokratycznej. Przedtem od 1975 do 1979 zasiadał w Izbie Reprezentantów. W 1983 wykryto u niego raka, wskutek czego w 1984 ogłosił, że odchodzi z Senatu ze względów zdrowotnych. Po tym jak jego stan zdrowia poprawił się, kandydował w wyborach prezydenckich w 1992 i zdobył pierwsze miejsce w pierwszych prawyborach w stanie New Hampshire. Pomimo że zwycięstwo w tych ważnych prawyborach zwykle przypada kandydatowi który ostatecznie wygrywa całe prawybory, w tym przypadku Bill Clinton, który był drugi w New Hampshire, przez zwycięstwa w kolejnych stanowych prawyborach zapewnił sobie nominację swojej partii.